# Свиноедово (деревня)
Свиноедово — деревня в городском округе Мытищи Московской области России. Население — 134 чел. (2010).

## География
Расположена на севере Московской области, в юго-восточной части Мытищинского района, примерно в 6 км к северу от центра города Мытищи и 8 км от Московской кольцевой автодороги, недалеко от Пироговского водохранилища системы канала имени Москвы, на впадающей в Клязьму реке Чанке.
В деревне 21 улица, 3 переулка, приписано садоводческое товарищество. Ближайшие населённые пункты — посёлки Мебельной фабрики, Свиноедово, деревни Высоково и Коргашино.

## Население
| 1852 | 1859 | 1890 | 1899 | 1926 | 2002 | 2010 |
| ---- | ---- | ---- | ---- | ---- | ---- | ---- |
| 100  | ↘92  | ↘85  | ↗117 | ↗200 | ↘57  | ↗134 |

## История
В середине XIX века сельцо Свиноедково относилось ко 2-му стану Московского уезда Московской губернии и принадлежало майорше Софье Ивановне Кусовниковой, в сельце было 40 дворов, господский дом, оранжерея, крестьян 40 душ мужского пола и 60 душ женского.
В «Списке населённых мест» 1862 года — владельческое сельцо Московского уезда по левую сторону Ярославского шоссе (из Москвы), в 17 верстах от губернского города и 9 верстах от становой квартиры, при реке Чанке, с 10 дворами и 92 жителями (42 мужчины, 50 женщин).
По данным на 1899 год — деревня Троицкой волости Московского уезда с 117 жителями.
В 1913 году — 25 дворов, земский приют, богадельня и больница.
По материалам Всесоюзной переписи населения 1926 года — село Коргашинского сельсовета Пушкинской волости Московского уезда в 6 км от станции Тарасовка Северной железной дороги, проживало 200 жителей (87 мужчин, 113 женщин), насчитывалось 47 хозяйств, из которых 27 крестьянских.
С 1929 года — населённый пункт в составе Мытищинского района Московского округа Московской области. Постановлением ЦИК и СНК от 23 июля 1930 года округа как административно-территориальные единицы были ликвидированы.
Административная принадлежность
1929—1963, 1965—1994 гг. — деревня Коргашинского сельсовета Мытищинского района.
1963—1965 гг. — деревня Коргашинского сельсовета Мытищинского укрупнённого сельского района.
1994—2006 гг. — деревня Коргашинского сельского округа Мытищинского района.
2006—2015 гг. — деревня городского поселения Пироговский Мытищинского района.